# Зміїна олія (криптографія)
У криптографії зміїна олія — це будь-який криптографічний метод або продукт, який вважається фальшивим або шахрайським. Назва походить від зміїної олії, одного з видів патентованих ліків, широко доступних у Сполучених Штатах 19 століття.
Відрізнити захищену криптографію від незахищеної може бути важко з точки зору користувача. Багато криптографів, як-от Брюс Шнаєр і Філ Циммерманн, беруться навчати громадськість тому, як робиться безпечна криптографія, а також висвітлюють оманливий маркетинг деяких криптографічних продуктів.